# شريان كظري سفلي
شريان كظري سفلي (بالإنجليزية: Inferior suprarenal artery)‏ هو فرع من شريان كلوي.